# Aeroportul Cluff Lake
Aeroportul Cluff Lake (IATA: XCL) este un aeroport din Saskatchewan, Canada.
Situat la o altitudine de 336 m, aeroportul dispune de o singură pistă.